# Пирамида Ниусерра
Пирамида Ниусерра — находится в некрополе Абусира к северо-востоку от пирамиды Нефериркаре в Египте. Построена для Ниусерра ок. 2416—2388 гг. до н. э. в период V династии. Имела облицовку из известняка и каменное ограждение, к северо-восточной части которого примыкало два массивных блока, которые могли быть фундаментом для пилонов. С южной стороны располагалась небольшая пирамида с размером основания ок. 20 м. Храмовый комплекс пирамиды сложен из гранита и базальта. Людвиг Борхардт был первым египтологом, исследовавшим пирамиду. После осуществлённых им раскопок удалось установить, что первоначально стороны основания имели длину 78,8 м, а высота, вычисленная по наклону плит облицовки, равнялась 51,5 м. В настоящий момент пирамида находится в полуразрушенном состоянии.

## Галерея

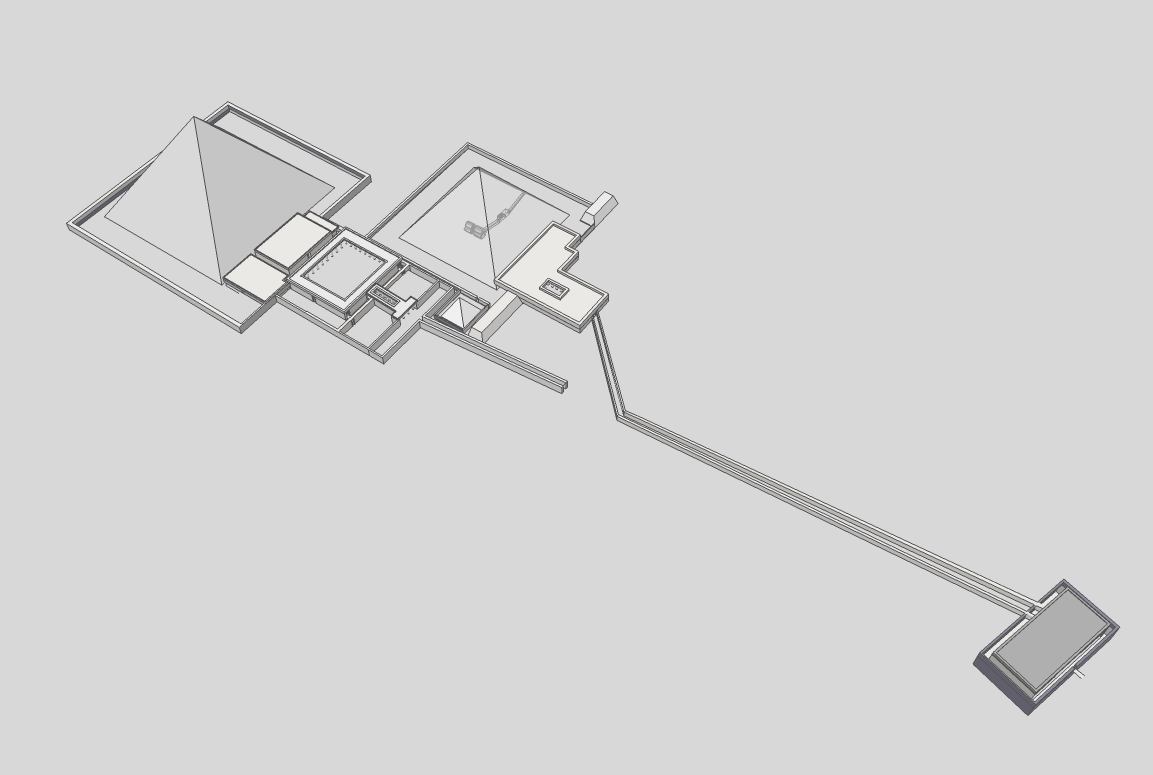
Пирамиды Нефериркаре и Ниусерра
План пирамиды
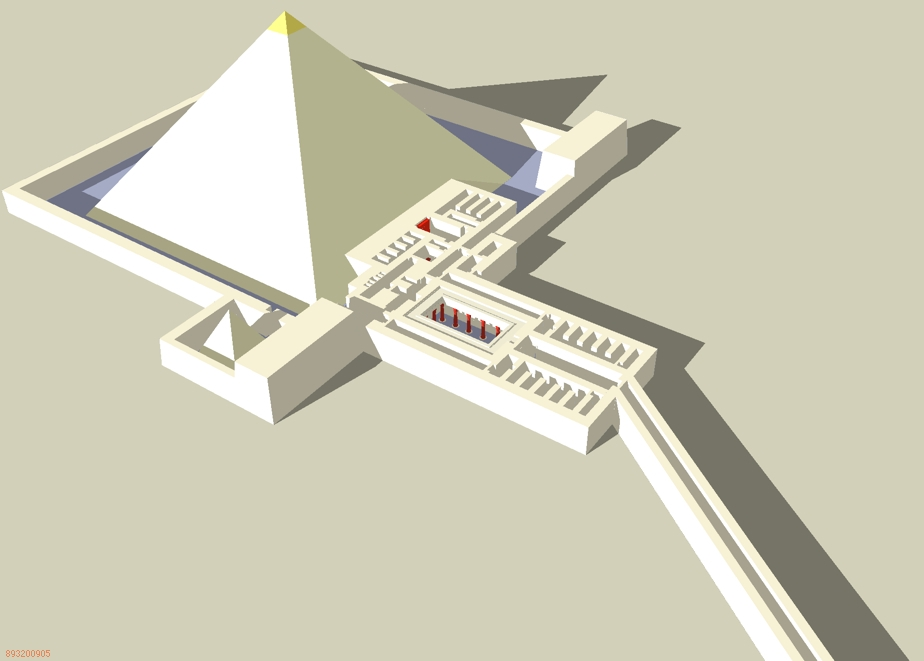
Реконструкция комплекса